# Rafo Andrović
Rafo Andrović (Dubrovnik, 19. ožujka 1771. – Dubrovnik, 21. srpnja 1841.), dubrovački pjesnik.
Bio je frankofil i pravnik dubrovačkih masona. Za vrijeme francuske vladavine obavljao je dužnost suca i načelnika općine, a dubrovačka vlastela ga je smatrala krivim za propast Republike. 
Pisao je epigrame, sonete, ode, madrigale. 